# Masarykovo náměstí (Jilemnice)
Masarykovo náměstí (během komunistické totality Náměstí Vítězného února) je centrální náměstí v Jilemnici v okrese Semily. Má plochu 5 042 m2. Dominantou náměstí je klasicistní radnice, barokní kašna, budova staré spořitelny, sousoší svatého Vavřince, svatého Jana Nepomuckého a svatého Kříže či Sousoší Panny Marie, svaté Barbory a svaté Maří Magdalény.

## Historie

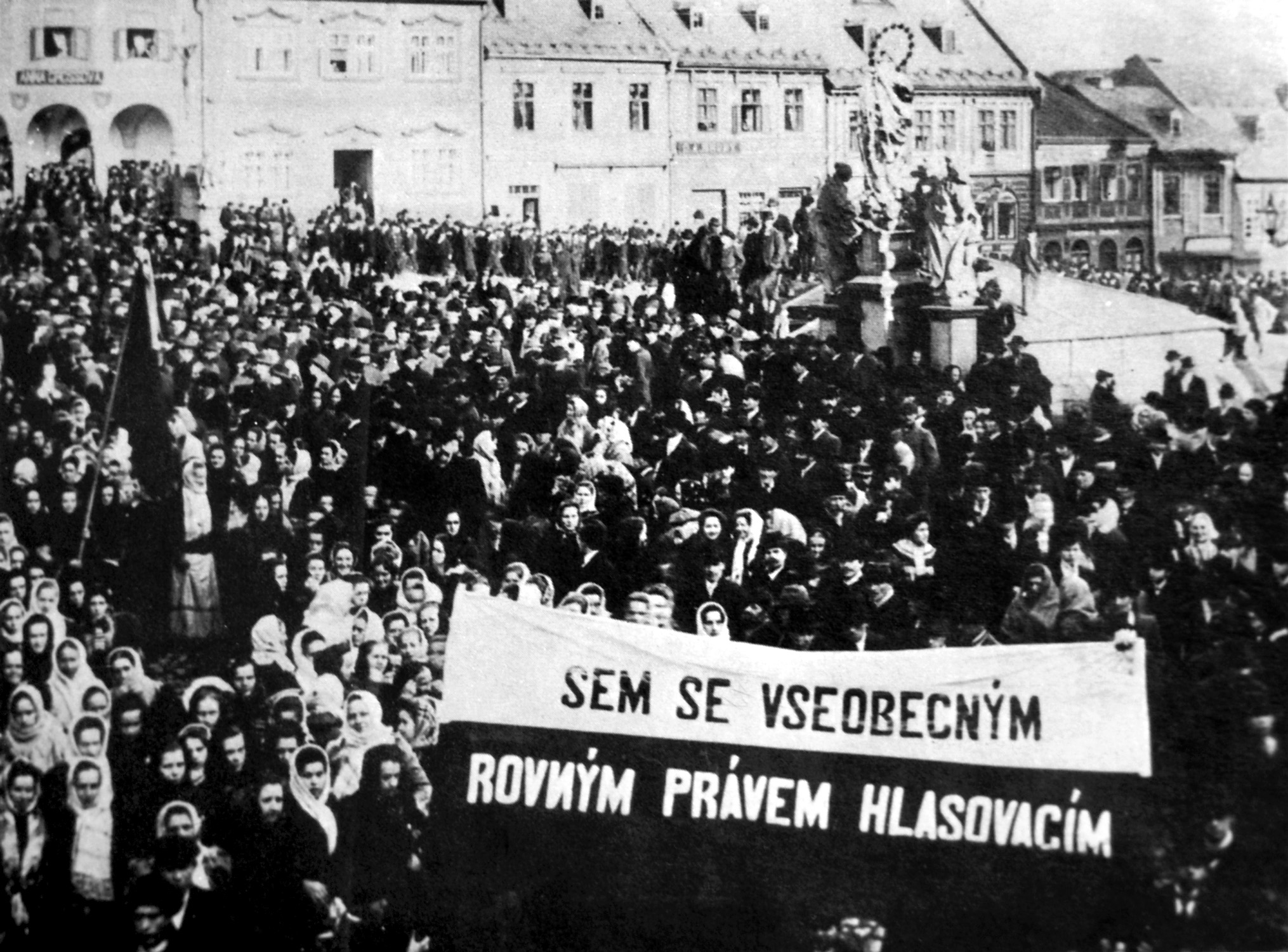
Demonstrace na Masarykově náměstí v roce 1907

Masarykovo náměstí bylo přirozeným centrem města již od první písemné zmínky o městu. Původně na náměstí stály dřevěné stavby, avšak během četných požárů (hlavně 1788, 1803, 1838) vyhořely a byly strženy. Roku 1723 bylo postaveno sousoší Panny Marie, svaté Barbory a svaté Maří Magdalény. Na náměstí se konaly trhy a jarmarky.
Na přelomu 19. a 20. století bylo náměstí elektrifikováno a poprvé vydlážděno. Zhruba kolem roku 1909 byl na náměstí v zimě postaven první sněhový Krakonoš. Tradice stavby sněhových strážců hor pak zůstala zachována s malými přestávkami do současnosti. Během jilemnického povstání roku 1945 fungovalo jako shromaždiště povstalců. Po únorovém převratu bylo přejmenováno na Náměstí Vítězného února (podobně byla přejmenována návazná ulice Jana Harracha na Gottwaldovu třídu). V 60. letech bylo náměstí předlážděno: dosud dominantní úhlopříčná spojnice ulic Kavánova a Valdštejnská zanikla, průjezdná doprava se přestěhovala na obvod náměstí, autobusová stanoviště byla vymístěna do Jungmannovy ulice a ve zklidněné středové části náměstí bylo zřízeno parkoviště.. 24. listopadu 1989 se zde konala demonstrace za pád komunismu.

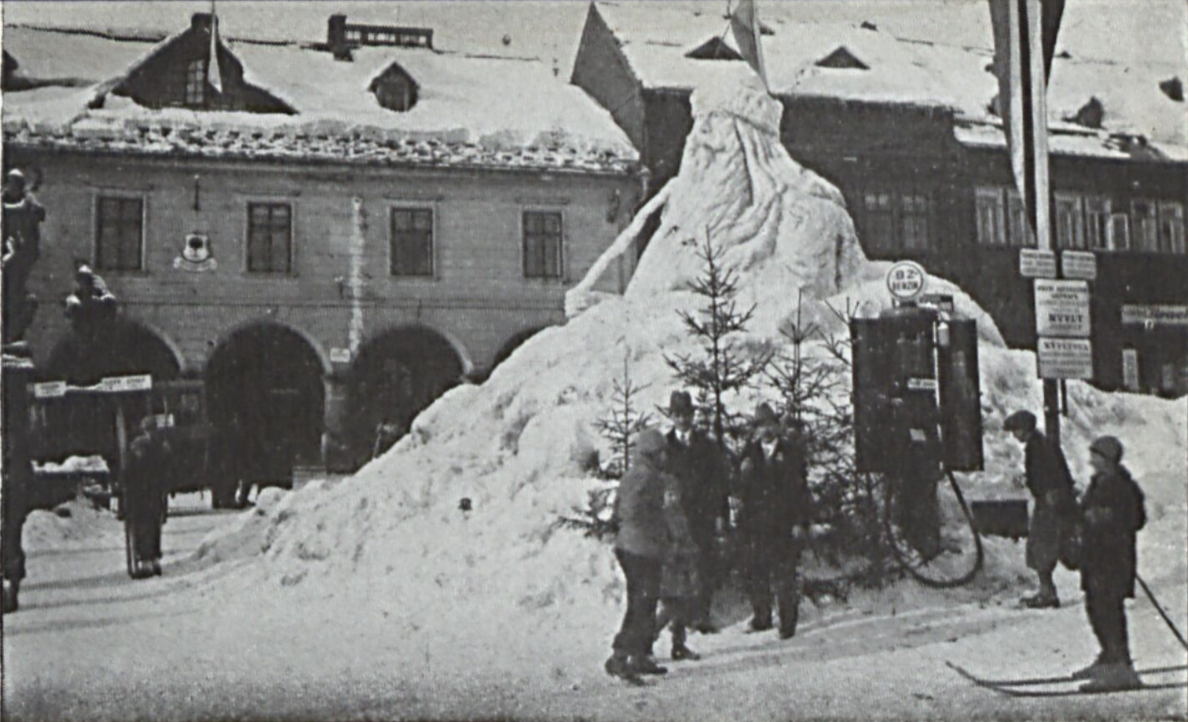
Sněhová socha Krakonoše na fotografii z roku 1934

Při rekonstrukci vodovodní a kanalizační sítě v půli 90. let bylo náměstí potřetí předlážděno a dostalo nové veřejné osvětlení. V roce 2009 proběhla velká revitalizace náměstí za 23,481 milionu Kč: Celé náměstí bylo počtvrté předlážděno, střední část vyvýšena a byla zde zrušena parkovací místa tak, aby střed náměstí sloužil pouze pěšímu provozu. Zároveň byly vybudovány parkovací zálivy po vnitřním i vnějším obvodu, a v severním rohu náměstí byl zasazen jilemnický erbovní strom - jilm horský. Tato revitalizace si vysloužila částečnou kritiku zejména kvůli snížení počtu parkovacích míst, zavedení parkovacích automatů a formě nových obrubníků, které neumožňují průběžné strojní shrnování sněhu. Erbovní jilm po deseti letech uhynul a musel být nahrazen novým jedincem. Pro jeho výsadbu bylo z náměstí vykopáno cca 70 m³ původní půdy a nahrazeno novým kamenným a výživným balem se zavlažovacím a kanalizačním systémem. Nový strom byl zasazen v listopadu 2020 a dlažba okolo něj byla omezena.
V současnosti (2024) tak náměstí slouží pěšímu i motoristickému provozu, s přibližně 60 placenými parkovacími místy. V květnu se zde konává májový jarmark, v červenci letní kulturní podvečery, v srpnu zde sídlí zábavní atrakce využívající Svatovavřineckou pouť, v prosinci vánoční jarmarky. Příležitostně slouží náměstí i dalším akcím, jako jsou komerční pivní slavnosti, politická shromáždění, propagační akce dopravní bezpečnosti, ekologické výchovy atd.

## Pamětihodnosti

### Radnice
Klasicistní budova s věží na jižním konci západní fronty, postavena roku 1781. Roku 1854 byly z iniciativy purkmistra Dominika Jerie na radniční věž instalovány legendární jilemnické opakovací hodiny.

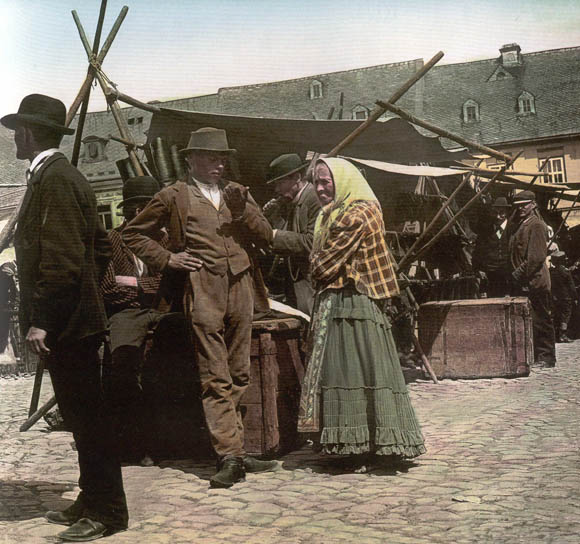
Jarmark na jilemnickém náměstí roku 1897

### Městská spořitelna
Secesní (pseudorenesanční) budova navržená architektem Janem Vejrychem z roku 1911. Do roku 2005 byla užívána k peněžním službám, dnes malou část budovy obývá informační centrum a zbytek chátrá.

### Kašna
Empírová kašna ve středu náměstí byla postavena v letech 1835 až 1836 jako zdroj pitné vody i protipožární nádrž. Zakázka byla zadána staviteli Janu Suchardovi, sochaři Aloisi Kofránkovi a kameníku Janu Josefovi. Vnější strany nádrže jsou bohatě zdobeny. Na jižní straně se nachází štít olemovaný hadem a uprostřed s letopočtem dokončení kašny. Východní stěna nese oválný štít lemovaný vavřínovým věncem a v něm znak města Jilemnice, Jilm. Na severní straně nalezneme reliéf Neptuna a na západní straně je pouze prázdný heraldický štít.

### Sousoší svatého Vavřince, svatého Jana Nepomuckého a svatého Kříže
Sousoší bylo postaveno na náměstí ve stejný rok jako kašna, tedy roku 1836, avšak sochy byly zhotoveny již roku 1710. Kříž stál původně v polích za městem, kde jej nechal postavit obchodník Karel Hrubý roku 1799.

### Sousoší Panny Marie, sv. Barbory a sv. Máří Magdaleny
Sousoší z červeného pískovce na obdélníkovém základě bylo vytvořeno roku 1723 neznámým mistrem z Braunova okruhu. Při velkých slavnostech zde byly slouženy mše svaté.

### Dům čp. 9
Pozdně barokní patrový dům postavený na konci 18. století. Roku 1997 byl poškozen požárem a vykoupen městem, to však nemělo finance na jeho opravu. Zakoupil jej proto soukromník a v současnosti je v něm provozována restaurace a penzion.

### Dům čp. 10
Pozdně barokní řadový dům z roku 1772. Nechal si jej vystavět pláteník a pozdější starosta Josef Jiří Kos. Po požáru města roku 1838 byl objekt klasicistně přestavěn a získal zhruba dnešní podobu, včetně fasády s bohatou štukovou výzdobou. Roku 1860 zde bylo, v prvním patře, sehráno první představení jilemnických ochotníků. Roku 1871 dům zakoupil bývalý starosta města Dominik Jerie a bydlel zde i další ze starostů, jeho syn František Xaver Jerie.

### Dům čp. 80
Městský dům z konce 18. století, který po požáru roku 1838 prošel přestavbou. Jeho podobu bohužel poznamenaly nevhodné stavební zásahy z 60. let 20. století.

## Fotogalerie

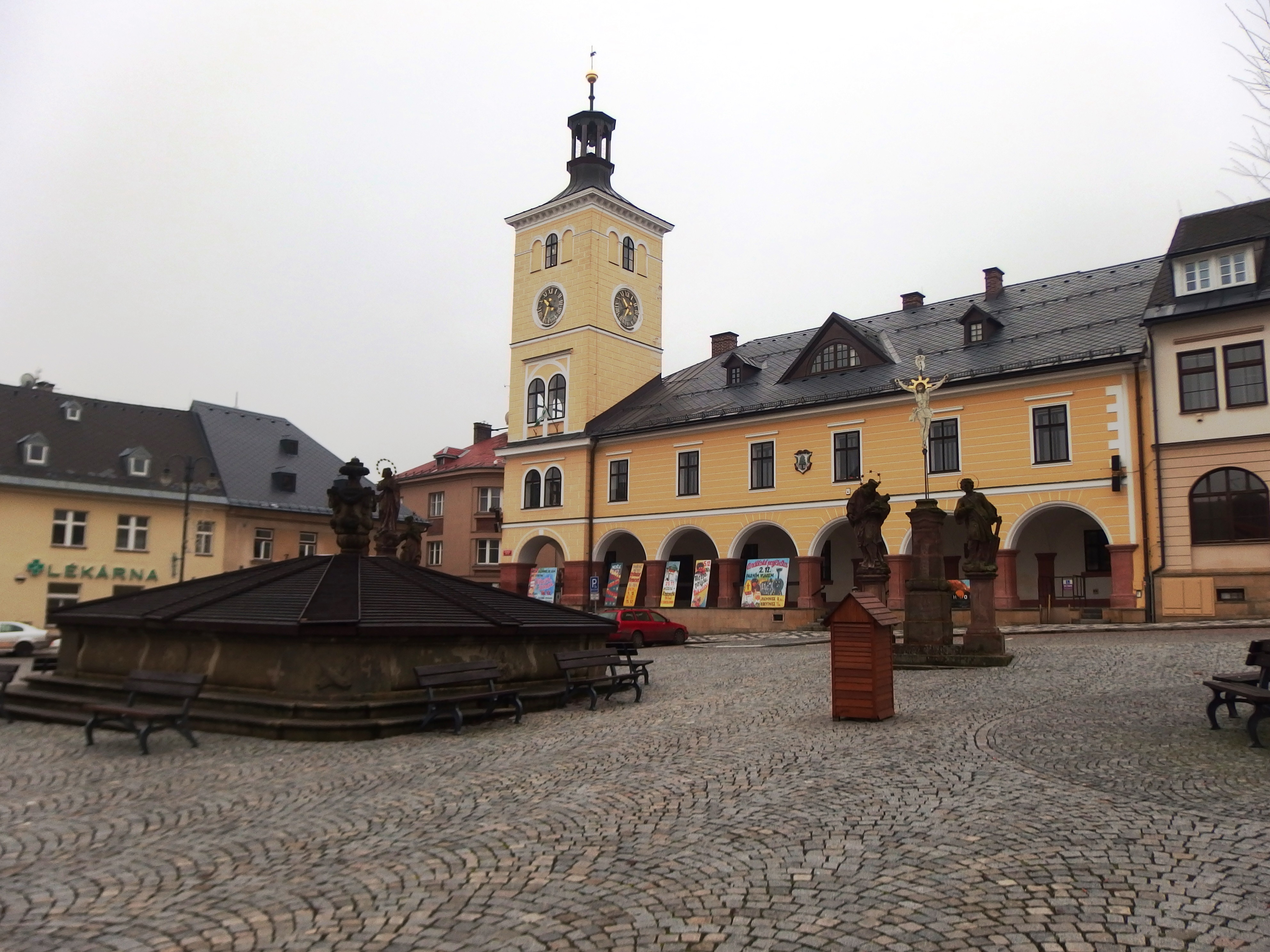
Jilemnická radnice
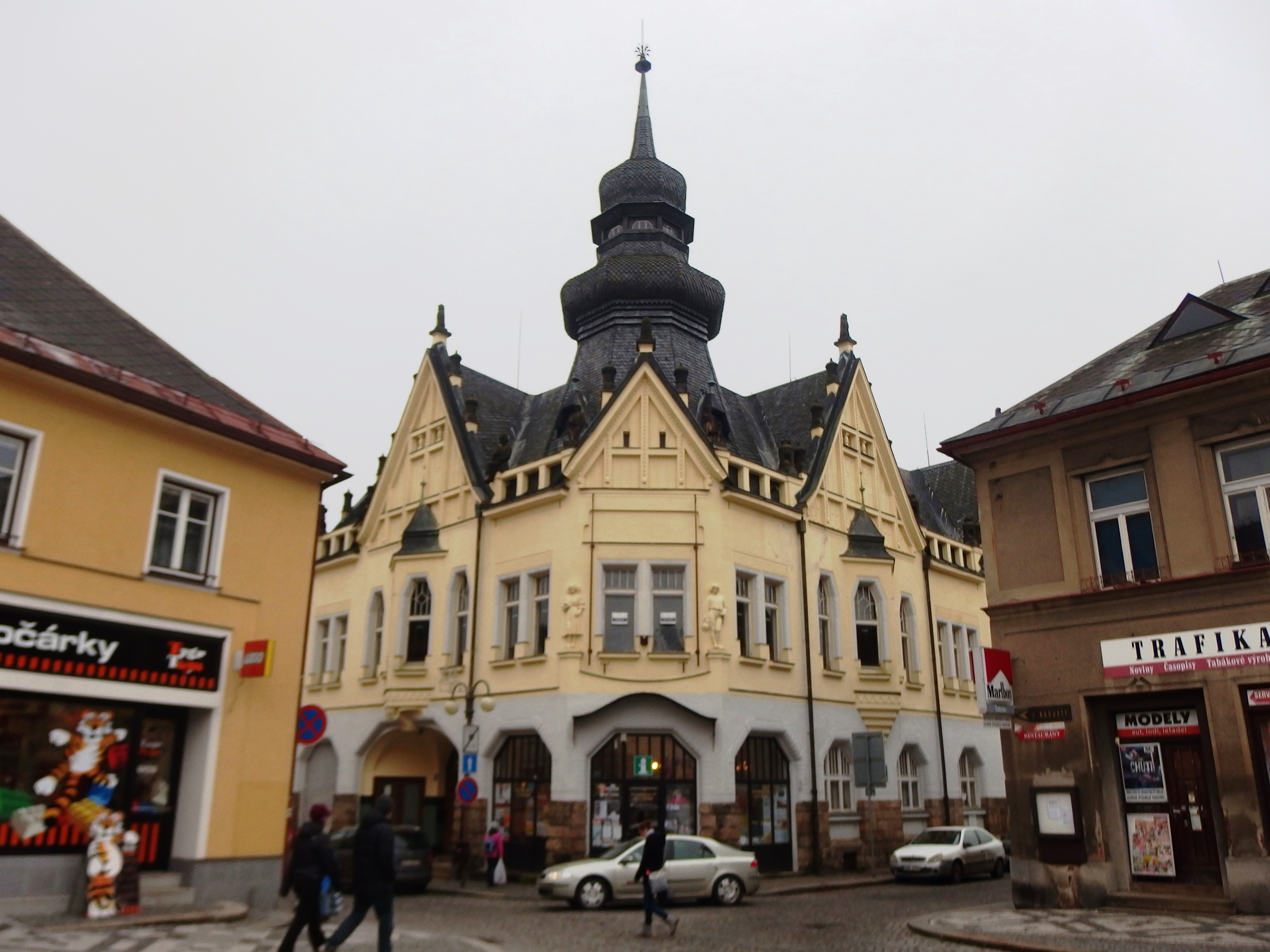
Městská spořitelna
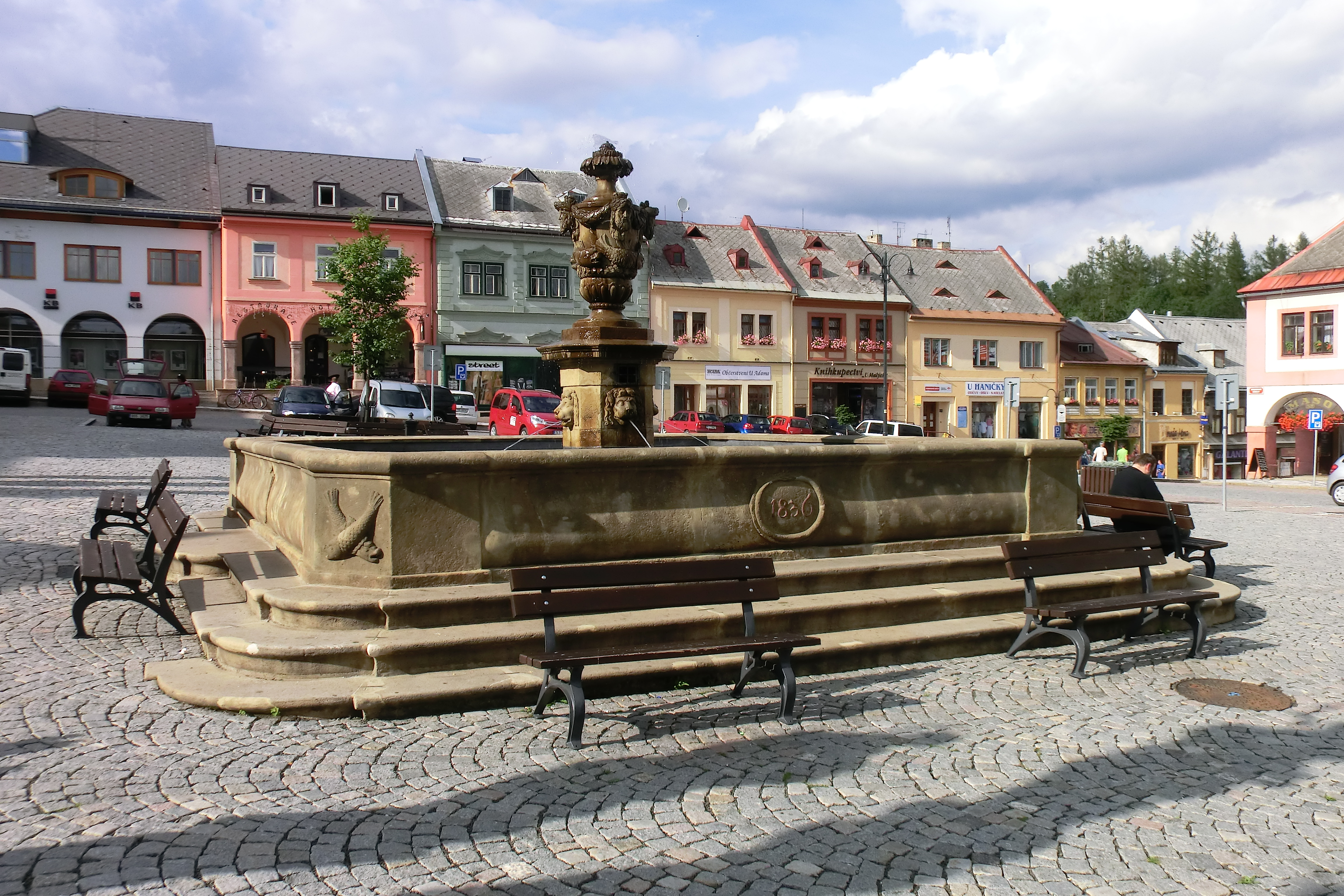
Barokní kašna z roku 1836
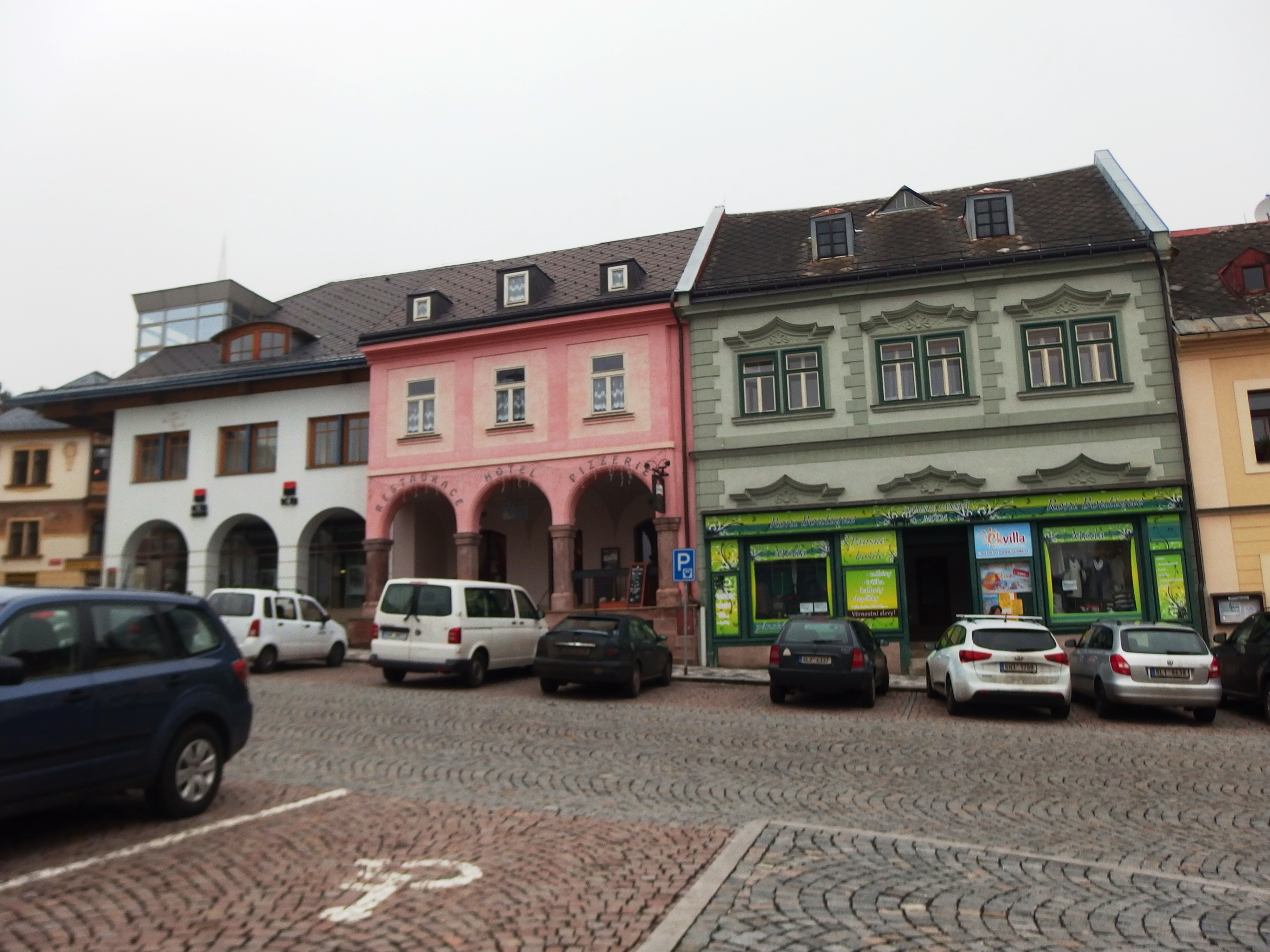
Dům čp. 9 (růžový)
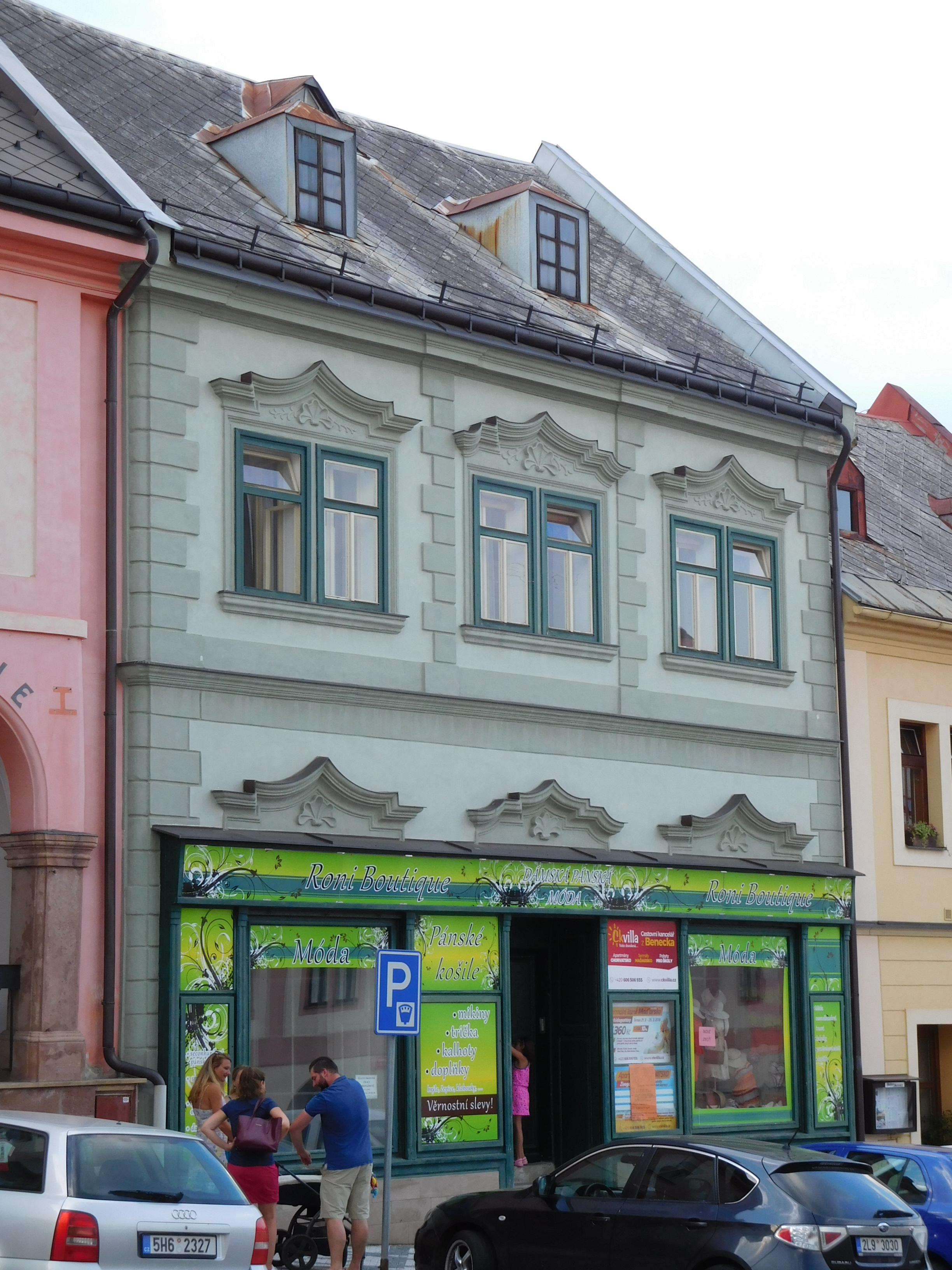
Dům čp. 10
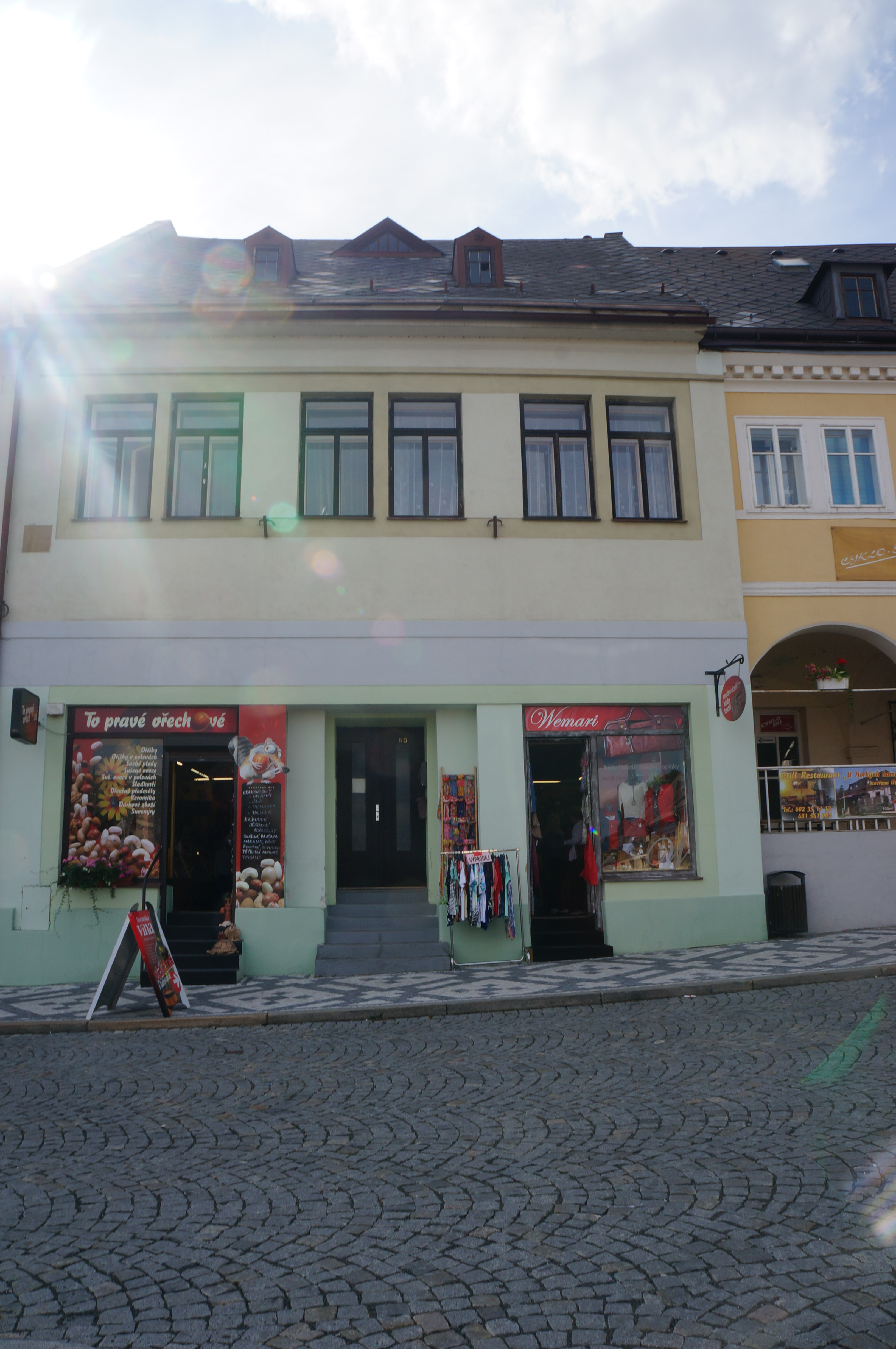
Dům čp. 80
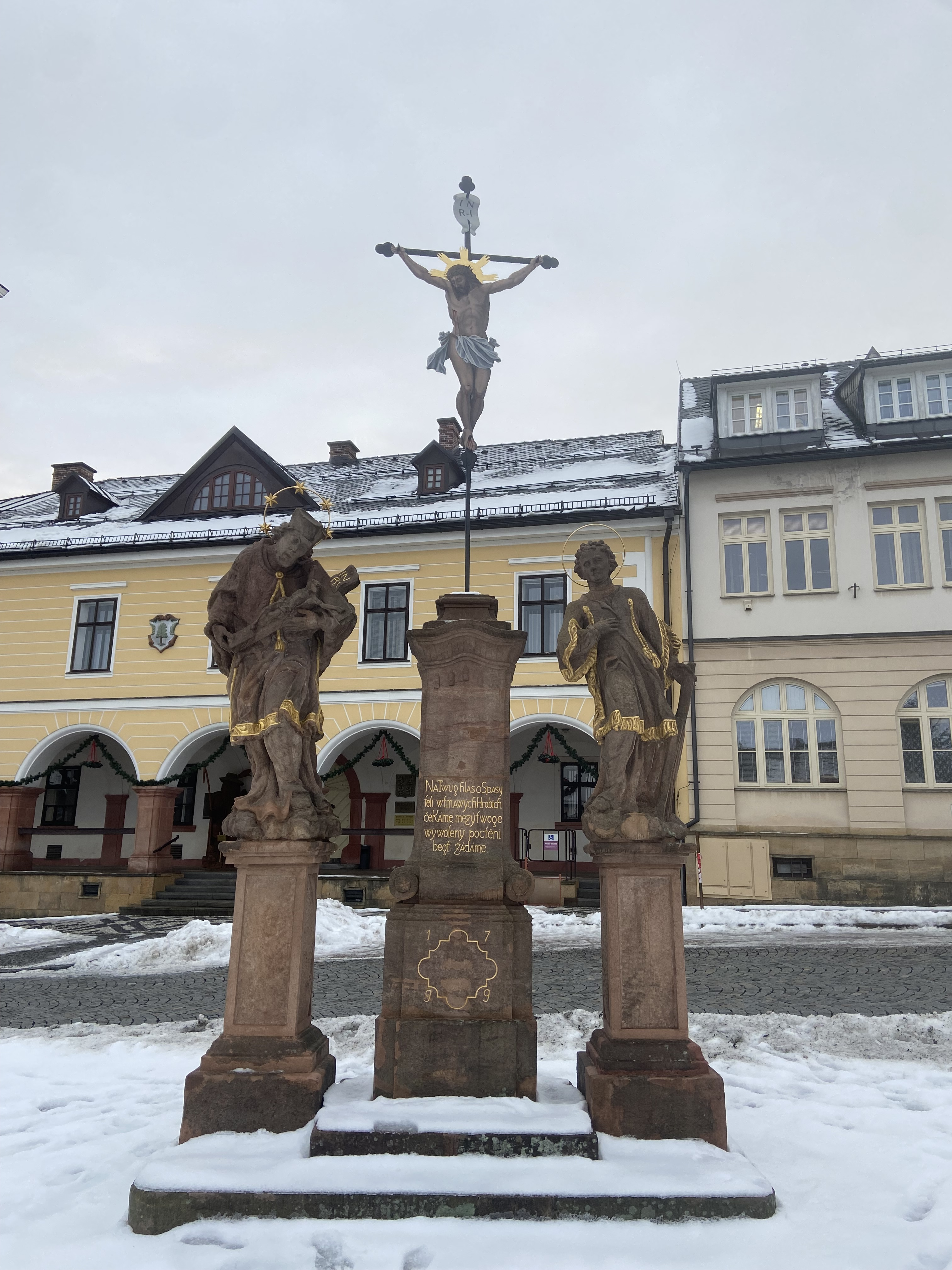
Sousoší svatého Vavřince, svatého Jana Nepomuckého a svatého Kříže
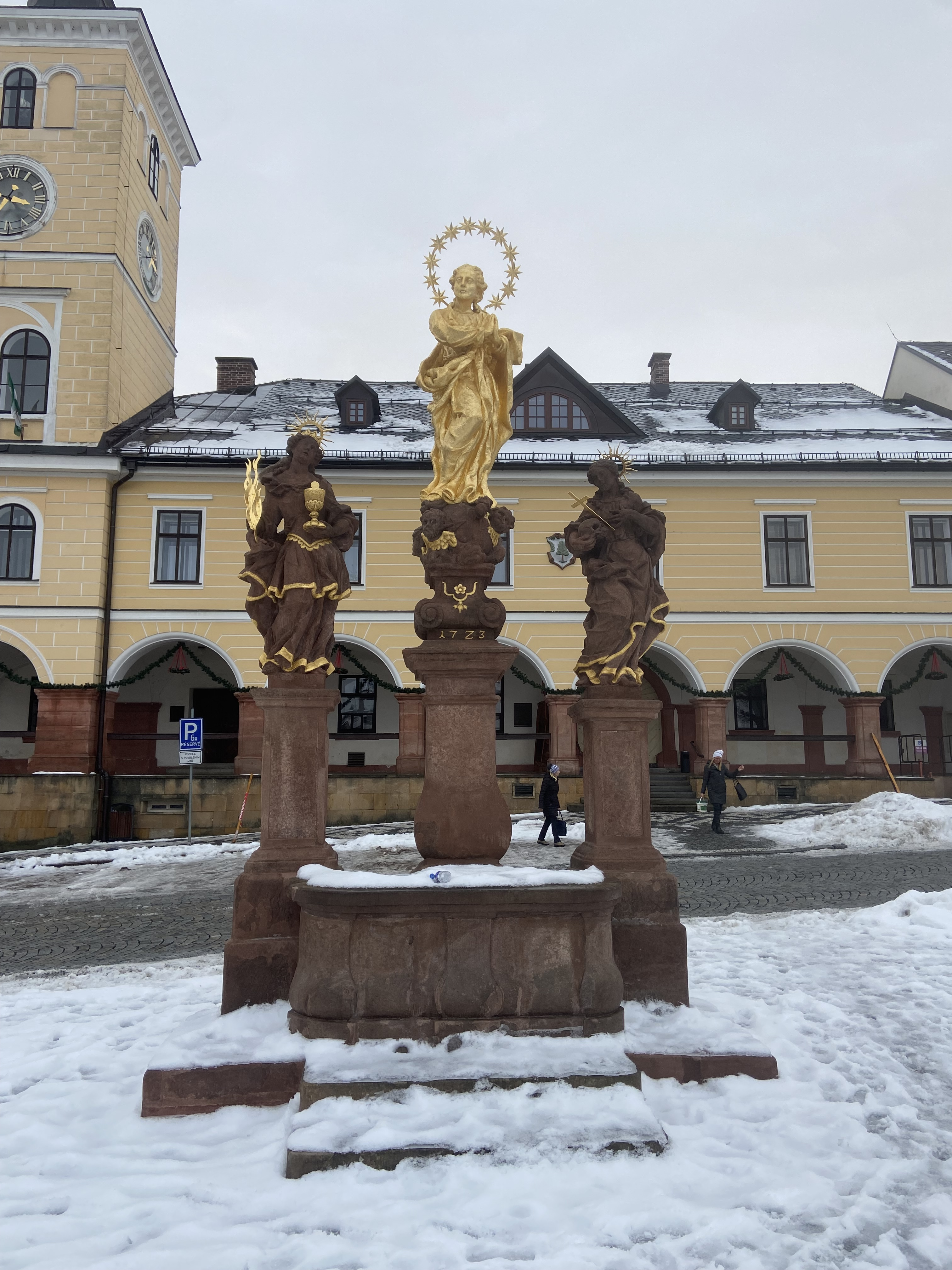
Sousoší Panny Marie, svaté Barbory a svaté Maří Magdalény

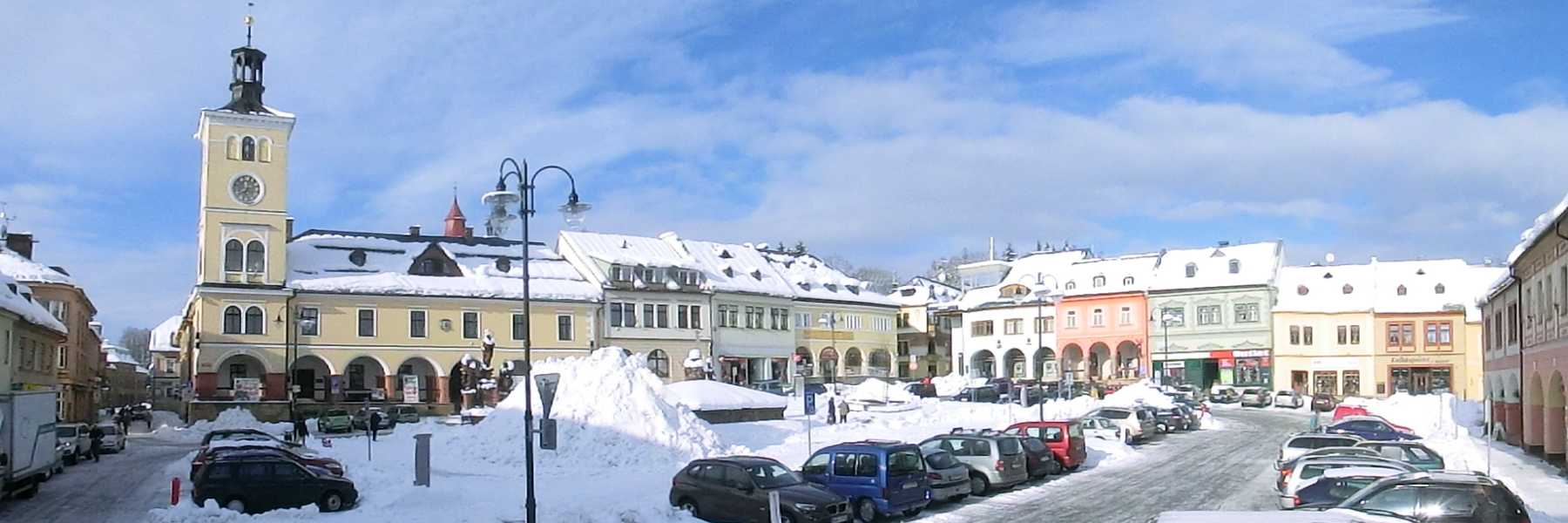
Jilemnické náměstí v zimě 2012 - lze vidět rozestavěného sněhového Krakonoše